# 郷に入っては郷に従え
郷に入っては郷に従え（ごうにいってはごうにしたがえ) 中世日本の初等教育用書籍『童子教』中の『入郷而従郷、入俗而随俗』とされる。 これは、中国語のことわざ『入郷随俗』（中国禅宗の歴史書『五灯会元』中に『且道入鄉隨俗一句作麼生道』の句が見られる）より移したものとされている。

## 概要
よその土地に入ったならばその土地の風習を尊重してそれに従った方が良いという事を意味する。文化の異なる所に入って行ったならばそこの文化を尊重して、むやみに自分たちの文化を持ち込んではならないということである。
現代社会においては、転職などをすることによって新しい職場に入社した際には、今までのやり方を押し通すよりも新しい職場でのやり方に倣った方が良いという時などに用いられている。

### 歴史

#### ローマ
このことわざは4世紀のミラノの司教であったアンブロジウスが、アフリカ生まれのアウグスティヌスに与えた言葉が起源となっている。そこではローマに居る時にはローマ人のように振舞えとされていた。

#### 中国
荘子の著書である『荘子外篇・山木』に「入其俗従其令」という句があり、これが郷に入っては郷に従えとなっているという説がある。中国の歴史書である『五灯会元』に「且道入鄉隨俗一句作麼生道」という句があり、これは郷に入っては郷に従えという意味になる。

#### 日本
日本では鎌倉時代から明治中期までに初等教育では『童子教』という教科書が用いられ、その教科書では『五灯会元』の「且道入鄉隨俗一句作麼生道」から引用した「入郷而従郷、入俗而随俗」という記載があり、これは郷に入っては郷に従えという意味になる。『童子教』は多くには江戸時代の寺子屋で学ばれており、生きていくための基本であった。仏教や論語などにある言葉が引用されて日常の礼儀作法や真面目に働くことが説かれていた。